# Aspidium pilosum
Aspidium pilosum là một loài dương xỉ trong họ Tectariaceae. Loài này được Langsd. & Fisch. mô tả khoa học đầu tiên năm 1810.
Danh pháp khoa học của loài này chưa được làm sáng tỏ. 